# 広西虐殺
広西虐殺（こうせいぎゃくさつ）または広西大虐殺（こうせいだいぎゃくさつ）、広西文革虐殺（こうせいぶんかくぎゃくさつ）とは、文化大革命中に広西チワン族自治区で発生した虐殺と人肉食である。
殺害の方法には斬首、殴打、生き埋め、石打ち、溺死などが含まれる。中国本土での公式の死者数は10万人から15万人。

虐殺と共に大規模な食人が武宣県と武鳴区を含む多くの県区で起こった。なお、当時の広西において飢饉の発生は無かった。部分的に開示された資料によると、少なくとも137人が食べられ、少なくとも数千人が食人に参加した。一部の研究者によると、広西チワン族自治区の約30の郡で食人が報告され、これまで犠牲者のうち421人の名前が判明している。文化大革命後、虐殺や食人に関与した人々は軽微な罰を受けただけであり、武宣県では、15人が起訴されたものの、最高で14年の懲役を受けたにとどまった。また、91人の党員が除名処分となった。
食人事件は広西の共産党機関から民兵団体指導者まで広く支持されたが、毛沢東を含む中共中央内部の指導者が食人事件を知っていた、あるいは支持したとする直接の証拠はない。しかし学者の指摘によれば、1968年の夏、武宣県の老幹部王祖鑒らは、老幹部の「内線」を通じて直接中央へ武宣県の食人風潮に関する調査報告を送付しており、この報告が『人民日報』社内の「内部参考」に掲載され省軍級官員に配布されたという。

## 虐殺の歴史

### 虐殺の背景

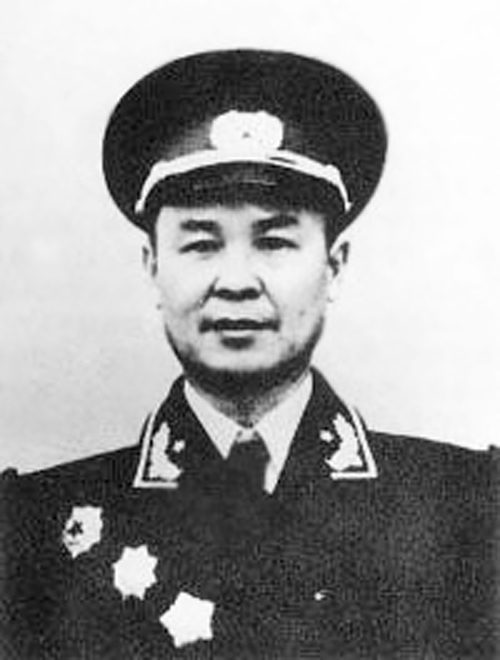
当時の広西壮族自治区主席韋国清

1966年5月、毛沢東らは文化大革命を発動した。文革真っただ中の1967年3月より、広西チワン族自治区の軍隊と民衆の中に「プロレタリア革命造反派連合指揮部」（略称「連指」）と「広西四・二二革命行動指揮部」（略称「4.22」）の2つの派閥が形成された。
このうち「連指」は、韋国清（広西チワン族自治区人民政府主席）を無条件に支持する保守派群衆の陣営であり、一方の「4.22」は1967年4月22日に造反派群衆組織であり、韋に対する無条件の支持に反対し、韋に自己批判を求めた。

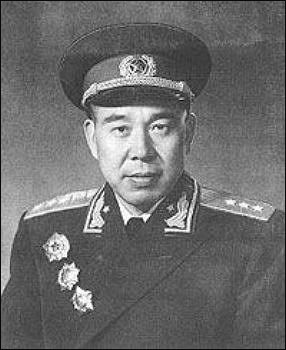
当時の広州軍区司令黄永勝

1967年8月24日、周恩来首相は両派会談し、「4.22」を支持すると表明した。広西の多数の幹部もこれに従って「4.22」支持を表明した。広西軍区は初め「連指」を支持したが、自身の「路線の誤り」を検討した結果、実際には「連指」を支持しながら、「4.22」を支持すると転向を表明した。ただし「4.22」は、桂林市や南寧市以外の地域全体で不利な立場にあった。。
1968年2月、広州軍区は「4.22」を支援する軍隊に撤退を命じ、 さらに1968年4月、当時広州軍区司令員だった黄永勝は、「4.22」は「反動組織」であると宣言し、大規模な弾圧を開始した。これと同時に、韋国清らは「中華民国反共救国団」なる組織を捏造し、6月17日、『「中華民国反共救国団広西分団」の反革命案件の摘発に関する布告』を発布し、さらに「4.22」とこの団体と関連付けた検挙、告発、「反共救国団匪徒の殲滅」が行われた。1968年の夏以来、虐殺は地方から広西チワン族自治区の都市に広がった。

### 虐殺の経緯
虐殺の第一段階は、1967年の冬（年の暮れ）から1968年の春にかけて行われた。被害者の多くは、四類分子及びその子女であり、家族も「4.22」の支持者であるとみなされた。例えば、霊山県における「貧下中農造反総部」（連指）は、1968年に初めての会議を開催し、全県統一行動によって、2900人超が殺害された。

虐殺の第二段階は、1968年の春と秋に、広西各県の大部分で革命委員会 (文革)が設立され、「赤色政権防衛」と「反共救国団」摘発の名義で組織、計画殺人が行われた。多数の殺戮は各県革命委員会の指導下で行われた。この段階の虐殺は広東文革虐殺とも関連し、被害者の大部分が「4.22」構成員と「4.22」を支持する傾向にある幹部と群衆であった。これと同時に、桂林において「連指」と「4.22」両派の間で武装闘争が発生し、6月6日から13日日にかけての僅か7日間で、両派は17度衝突した。1968年7月、広西地区の鉄道、軍隊への攻撃の状況に対して、中共中央、国務院、中共中央軍事委員会、中央文革小組が『七・三布告』を公布し、武装闘争を意図的に制止した。
。

虐殺の第三段階は『七・三布告』発布後に起こった。広西地区は『七・三布告』をかえって利用して大量殺人を継続し、この時農村地区「4.22」の大小の頭目と幹部が「反共救国団」の罪名で消された。権力者とその支持する「連指」は、つづけて湘桂鉄路線上にある南寧、桂林の二市に対して攻撃を開始した。1968年7月から8月にかけて、広西軍区は大規模な部隊を動員して「連指」構成員と共に「4.22」の統制下にある南寧を包囲攻撃し、一万余人が死亡した。その後、8月20日には「八二○事件」が発生。桂林地区の「支左」部隊、武装民兵、「連指」構成員らが「4.22」構成員を大量に捕えた。この事件とその余波によって、桂林市と桂林地区の12県内で合わせて一万余人が銃殺や打死によって殺された。

第三段階の虐殺前後、全国の多数の省で「奪権」が完了し、革命委員会が設立すると、各地で持続する武装闘争を制止するため、毛沢東ははじめ支持、利用していた紅衛兵造反派の弾圧、否定、切り捨てへと転換し、その後は「毛沢東思想宣伝隊」を支持し、情勢をコントロールした。研究者らは、中央の最高指導者、毛沢東や林彪、周恩来などは、韋国清をトップとする広西革命委員会籌備小組と広西軍区の偏った報告を完全に信じきっていたため、軍隊を「4.22」造反派の武力鎮圧に用いることに批准しており、みな韋国清が広西で造反派を鎮圧することへの支持を表していた、と指摘している。1968年7月25日、周恩来、陳伯達、康生、黄永勝、温玉成、姚文元ら中央指導者は北京人民大会堂で広西両派の代表及び党・政・軍の指導幹部と接見した。康生、黄永勝、温玉成らが「4.22」を攻撃し、周恩来も昨年の「4.22」に対する支持を一転して造反派を厳しく批判した7月28日、毛沢東は北京紅衛兵造反派五大領袖と接見し、広西文革と清華大学百日大武闘とを結びつけ、中央指導部より「4.22」が罵られたのと同時に、清華大学、北京航空学院を代表とする北京造反派を「4.22」の後ろ盾として叱責し、毛沢東は韓愛晶を批判して「あなた達は広西4.22を隠している。広西学生が北航に住んでいる」と述べた。。この後、紅衛兵造反運動は衰退し、文革は次の段階へと突入する。。

### 虐殺方法
文革の期間中、広西虐殺には、斬首、撲殺、生き埋め、石打ち、水責め、釜茹で、集団リンチ、割腹、心臓をえぐる、肝臓を取り出す、生殖器を切る、凌遅刑、爆薬で爆破、輪姦の後殺害、線路上に縛り付けて電車に轢かせる、などの方法があった。
- 柳州市鋼鉄工場の「連指」頭目の岑国栄らは、当該工場の「4.22」構成員黄日高の背中に爆薬を括り付けた。ボタンを押すと、黄の骨肉が飛び散り、それを「天女、花と散る」と称して楽しんだ[2]。

- 1968年、武宣県中学校の地理教師呉淑芳は、学生に打ち殺された。死体は黔江周辺に移され、学生に銃を向けられて脅された一名の教師に呉淑芳の心臓、肝臓を取り出させた。学生は内臓を学校に持ち帰り、焼いて食べた[5][8][34]。

- 蒙山県の村で「牛鬼蛇神」の大殺害が行われ、乳飲み子すら逃げることはできなかった。先に父母が殺され、次に縄を子供の首に括りつけて、引きずり回された。犯人らは次のように供述した。「我々は括りつけ、背後の道路に砂塵を巻き上げながら走った。……到着する前に、ほとんどの子供は絞め殺され、引きずり殺され、泣き声はひとつもなかった。子供らを廃防空壕に投げ入れ、それから大きな石を投げ込んだ……。」[35][36]

## 死亡者数

### 中央調査班
文革終了後の撥乱反正、改革開放の時期、多くの人士が北京へ訪れ、広西における文革中の虐殺と食人事件を報告したが、文革期に成立した中国共産党広西チワン族自治区委員会はこれらの事件を一切否認した。
それと同時に、韋国清及びその政治勢力によって、文革後に広西地区で行われた文革の遺留問題処理（通称「処遺」）の活動は妨害を受けた。韋本人は中央の職務に昇進した。
1981年より、中共中央の指導者である胡耀邦、習仲勲らは、李鋭、周一鋒ら中央中央紀律検査委員会、中共中央組織部、公安部などの指導機関の責任・指揮の下、3つの調査班を広西に派遣し、調査を行った。中央調査班は胡耀邦ら中央指導者に対して直接責任を負った。指導者は何度も調査班に接見し、報告を聴いて指示を与えた。改組後の広西チワン族自治区党委員会は10万人を超える幹部で組織され、全区で「遺留問題処理」が5年近く行われた。

#### 第一次調査班
1981年4月、中共中央紀律検査委員会、中共中央弁公庁、中共中央組織部、公安部、最高人民法院、最高人民検察院が「中央出張広西政策遂行・文化大革命問題調査班」を組織し、20人を超える調査班を派遣した。
1981年6月に調査は終了した。報告は死亡者数を少なくとも10万人としたが、幹部や一般民衆の間では死亡者数は20万とも、50万とも言われている。広西を政務を行っていた韋国清と最高人民法院副院長何蘭階との私的な会話において、韋は死亡者数を15万人とした。中共広西チワン族自治区委員会第一書記の喬曉光が中共中央紀律検査委員会に行った報告では、「文革の10年で、広西では（異状死で）70,400人が死んだ。」としている。

#### 第二次調査班
1983年3月、中共中央は「中央機構改革指導小組出張広西調査班」の成立を決定し、40人からなる調査班を広西へ派遣した。
1984年1月、中共中央調査班は最終統計を出し、広西チワン族自治区における文革期間の異状死は、氏名住所が分かるものが8.97万人、全区で行方不明者が2万人以上、氏名不詳の死亡者が3万人以上であるとした。そのうち、両派の武装闘争での死亡者は3,700人、殺されたのは7,000人であり、その他の7.9万余人は組織的に、計画的に、指導のもとで打ち殺され、または銃殺されたものであった。南寧地区だけでも、14県で死亡者が1,000人以上の県が8県あり、特に賓陽県では3,777人が死んだ。

### 研究
カリフォルニア大学アーバイン校教授の蘇陽は2006年、広西自治区が所轄する83県中、その中の65県の公開の県誌を詳細に研究し、うち43県の県誌で虐殺事件の記録を発見した。その中の15県の虐殺人数は100人を超え、集団虐殺が発生した全県の平均死亡者数は526人であった。また、文学史専門家の宋永毅は研究において、広西公式が公開で出版する県誌中に記載された死亡者数と広西文革機密文書資料中の統計データに多くの差異があり、その公開出版物には「史実の真偽を混同する重大な問題が存在する。」。
虐殺のメカニズムと動機について、書籍『文革時期の中国農村の集団殺戮』中で、蘇陽はいわゆる「共同体型（community model）」を考案し集団殺戮行為を解釈し、主流のジェノサイド研究中で採用される「国家政策型（state policy model）」に挑戦した。一方で書籍『文革大虐殺』において宗永毅は、「文革中の虐殺と暴力は、大概は一種の国家機器の行為であり、政権の公民に対する直接的な殺戮であった。」と主張している。

## 大規模な食人事件

### 公式の調査

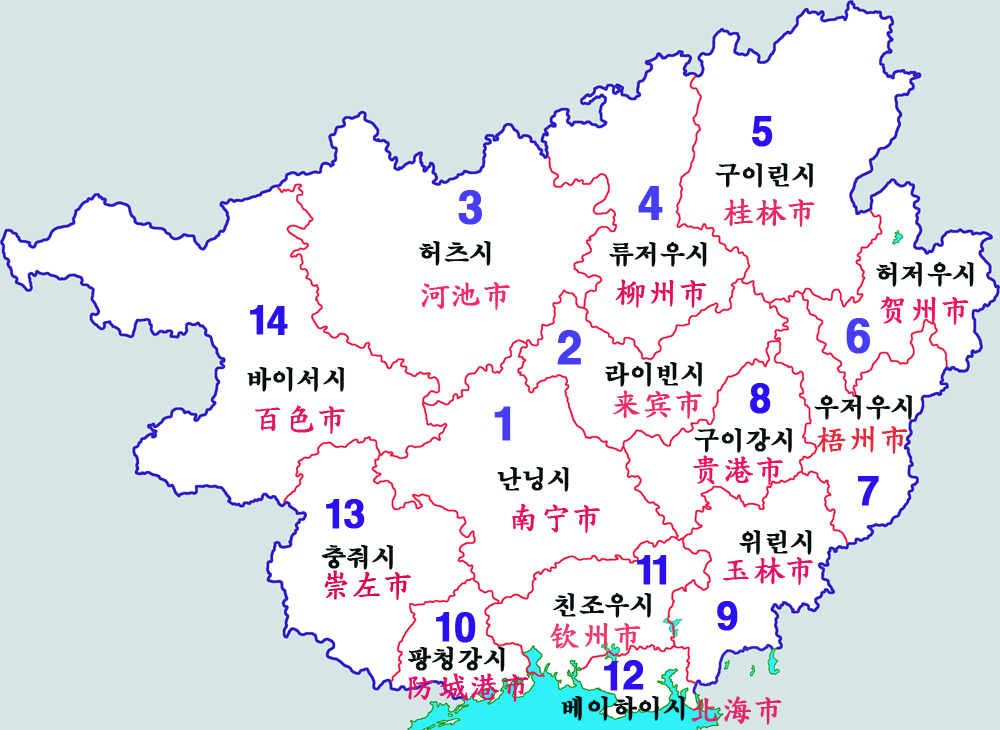
広西壮族自治区の地図。武宣県は来賓市 (Note: 当時は柳州専区（1967年-1971年）と柳州地区（1971年-1976年）に属した。)、武鳴県は南寧市 (Note: 当時は南寧専区（1967年-1971年）と南寧地区（1971年-1976年）に属した。)、上思県は防城港市 (Note: 当時は欽州専区（1967年-1971年）と欽州地区（1971年-1976年）に属した。)に属する。

文化大革命の期間、広西では大規模な食人（カニバリズム）事件が発生した。中国の作家、鄭義が海外に密輸した公式文書によれば、少なくとも137人が 1960年代末に食べられ、そのうち90%は心臓と肝臓のみを食用にされた。また、食人に参加した人数は数千人にのぼる可能性がある。。文書には、食人の方法として、食後の軽食にする、人肉をいくつかの肉塊に切り分けてそれぞれの家に配る、人間の肝臓を焼く等の方法が記載されている。この他、公式の調査に参加したことがある幹部と彼らの子女が調査文書を中国大陸より持ち出し、内外の研究員の整理によって、全36巻と続編の10巻からなる、広西文革機密文書資料として、2016年から17年にかけて出版された。
中共中央及び中国政府特別調査員、公安部幹部の晏楽斌は次のように述べた。

1968年、武宣県では人肉、心臓や肝臓を食われた人物は38人にのぼり、全県国家幹部（元の県委員会書記を含む）、職工の113人が人間の肉、心臓、肝臓を食った。貴県の農民であった陳国栄は、武宣県を通りかかった際、太っていることを理由に、民兵副営長と彼が呼び出した民兵によって殺された。心臓と肝臓を取り出し、20人で肉を切り分けた。女の民兵班長陳文留は一人で6つの人の肝臓を食い、5名の男性の生殖器を切り取って酒に漬けて飲み、「漢方」であると言った。これらの食人、臓器をえぐり出すなどの暴行は、武宣県、武鳴区、貴県、欽州市、桂平市、凌雲県などの県で発生した。
霊山県譚墟公社里屋大隊の侯国震は、人を殺す前に土匪であったことがあり、「文革」中には「連指」に参加し、8度の暴行略奪を行い、6名の教師を捉え、3人を自ら打ち殺し、6つの肝臓をとって36元で売った（後に懲役が10年だけ科せられた。）。貴県では、1968年8月に南門外江辺で十数人が殺害され、全ての肝臓が抜かれ、銃殺刑の執行者によって酒の肴にされた。この県の思陽公社民兵営長であった黄必友は、殺したあと肝臓を取りだして乾かし、熊の肝として販売した。

上思県革命委員会の設立後、1968年9月1日に県の「三代会」（革命職工代表委員会、貧下中農代表委員会、紅衛兵代表委員会の三つの委員会のこと。）が平山広場で殺人大会を開催し、十数名の参加した「4.22」組織幹部と、群衆が打ち殺された。散会後、県革命委員会委員の黎郝は、打ち殺した十数名の死者の腹を切り裂いて心臓と肝臓を取り出し、県革命委員会食堂で調理して「三代会」代表の肴となった。南寧市の徐振武という群衆の手紙によると、「文革の期間、武宣、上思、霊山等の県で人肉や人の心臓、肝臓を食う事件が発生した。武鳴県では29人を食った。副県長の覃炳剛同志が気を失い、腹を切り開かれた時、あまりにも痩せていて、体に肉がなかったので、野外に引きずり出され、九死に一生を得た。」

### 後続の研究

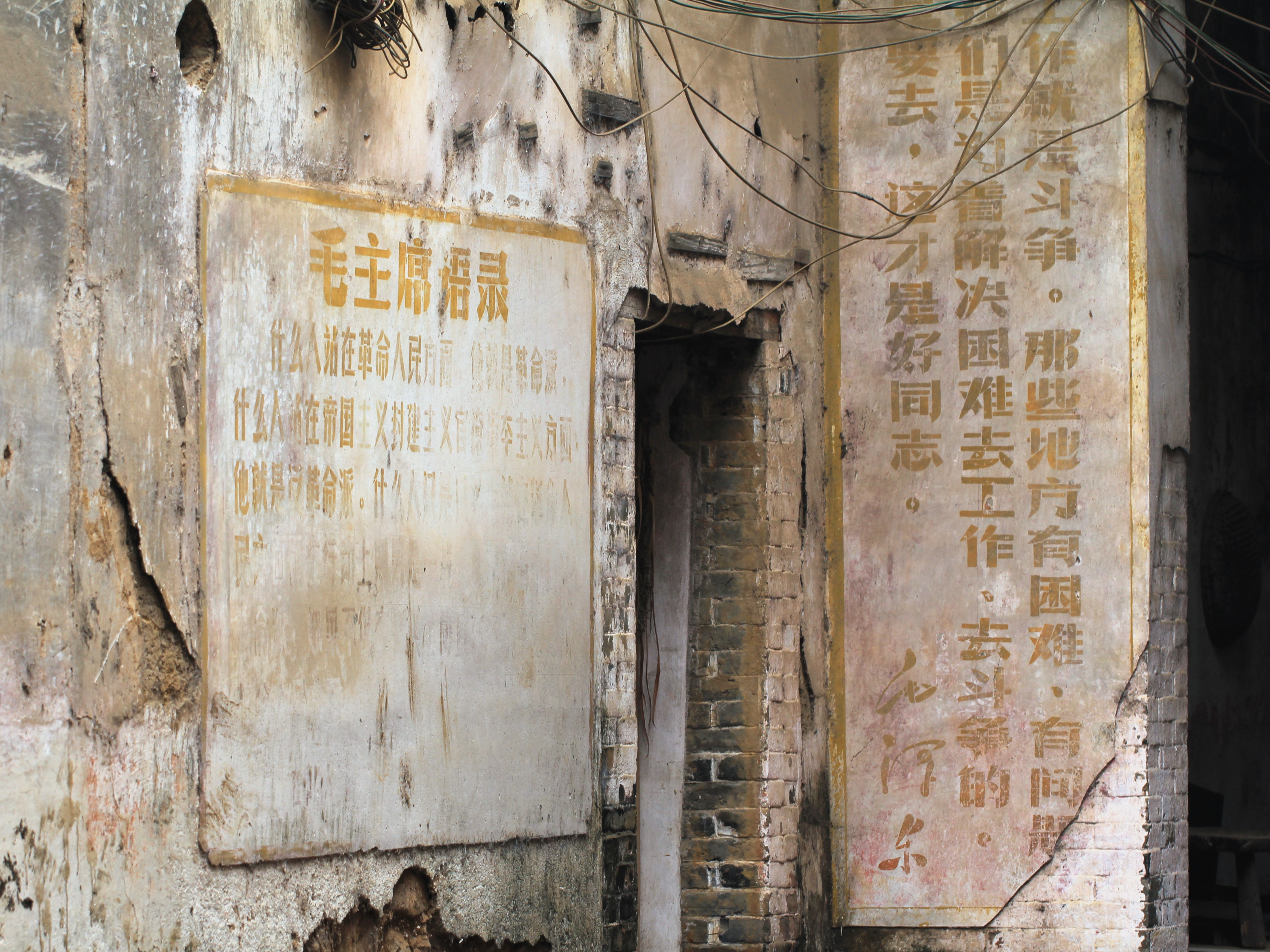
文革中に食人事件が発生した広西省武宣県の『毛主席語録』

広西の少なくとも29県で食人事件が発生したという調査がある。31の県と市の事案のうち、武宣県では、38人（公式調査）または70人あまり、または100人以上が食われたとしており、武鳴県では29人（公式の調査）とされているなど数値が異なる。鄭義は、紅色紀念碑において、広西の食人を三つの段階に分けた。

一、開始の段階：その特徴は陰湿さにある。ある県で、深夜、殺人兇手らが腹を切り裂いて心臓と肝臓をえぐり出した。恐怖と混乱、経験不足によって、持ち帰ってきたのは肺であった。戦々恐々とした。
二、高潮の段階：この時に、生きたまま心臓や肝臓を取り出す経験は相当のものとなり、加えて食人をしたことのある老遊撃隊員の伝授により、技術は完善なものとなった。例えば腹を開く時、肋骨の下に「人」の字形の切込みを入れ、腹を足で踏むと、心臓と肝臓が飛び出してくる。首謀者が心臓、肝臓、生殖器を取り出し、残った部分は切り分けた。赤旗は翻り、スローガンは高らかに、場面は盛大で雄壮であった。

三、群集性狂乱の段階：食人の群衆運動。その特徴は一言で言い表すことができる。武宣のように、大病が横行した際に死体を食らって眼を赤くした犬の群れように、人々はついに狂ったように食らうようになった。事あるごとに一定の人物が「批判闘争」され、闘うごとに食らい、死ぬごとに食らった。人が一人倒れると、息を引き取ったかどうかは関係なく人が群がり、あらかじめ用意してあった包丁を取り出して、肉を切り分けた。 
カリフォルニア大学ロサンゼルス校の歴史学者、宋永毅の調査研究によると、
広西の民間学者が全ての県を統計したところ、421人が食われた。食人事件は広西27の県に広がり、三分の二の県において食人事件が発生した。あるひとりの黒五類が打ち殺された。彼には二人の子がおり、一人は11歳、一人は14歳であった。党員幹部、武装民兵は、雑草を根こそぎ取り除くことを主張し、彼の二人の子供を殺すだけでなく、食らった。浦北県では、合わせて35人の人が殺され、食われ、大多数の人物は富農とその子女であった。劉正堅の家は、一族全員が殺された。彼の娘で当時まだ17歳であった劉秀蘭は、9人の武装民兵に19回輪姦され、その後腹を切り裂かれ肝を取られ、さらに乳房が切り取られ食われた。こういった事件はあまりにも多かった。
香港大学の人文科学教授でスタンフォード大学フーバー研究所上級研究員フランク・ディコッター（Frank Dikötter）はメディア上で以下のように発言した。 
中国の南部、特に、私が住んでいる香港からそれほど遠くない広西チワン族自治区をみてみると、そこでは1967年から68年にかけて、田舎に派閥が存在し、互いを物理的に排除するだけでなく、いくつかの小さな町では文字通り儀式的に互いを食い始めた。
階級の敵を食べる時には序列があった。指導者たちは心臓と肝臓を豚肉と混ぜてごちそうになったが、普通の村人たちは犠牲者の腕や太ももをつつくことしか許されなかった。
大飢饉中に米袋一袋を盗み刑期7年を言い渡された周石安は、労働改造所より家に帰ってすぐ、「群衆組織」に捕まった。彼の弟である周偉安は造反派の一人で、殺害され、切り分けられ、食われ、頭と腿は市場に展示された。人々は、周石安が「復讐のために戻ってきた」と主張し、彼に死刑を宣告した。「刃渡り5インチのナイフで彼の胸を切り開いた。彼はまだ生きていた。一人の地方指導者が彼の心臓と肝臓をえぐり、その他の村民も見よう見まね、被害者が骨だけになるまで食った。」「武宣では70人を超える被害者が臓器を食われた。」

## 各界の反応

### 参加者

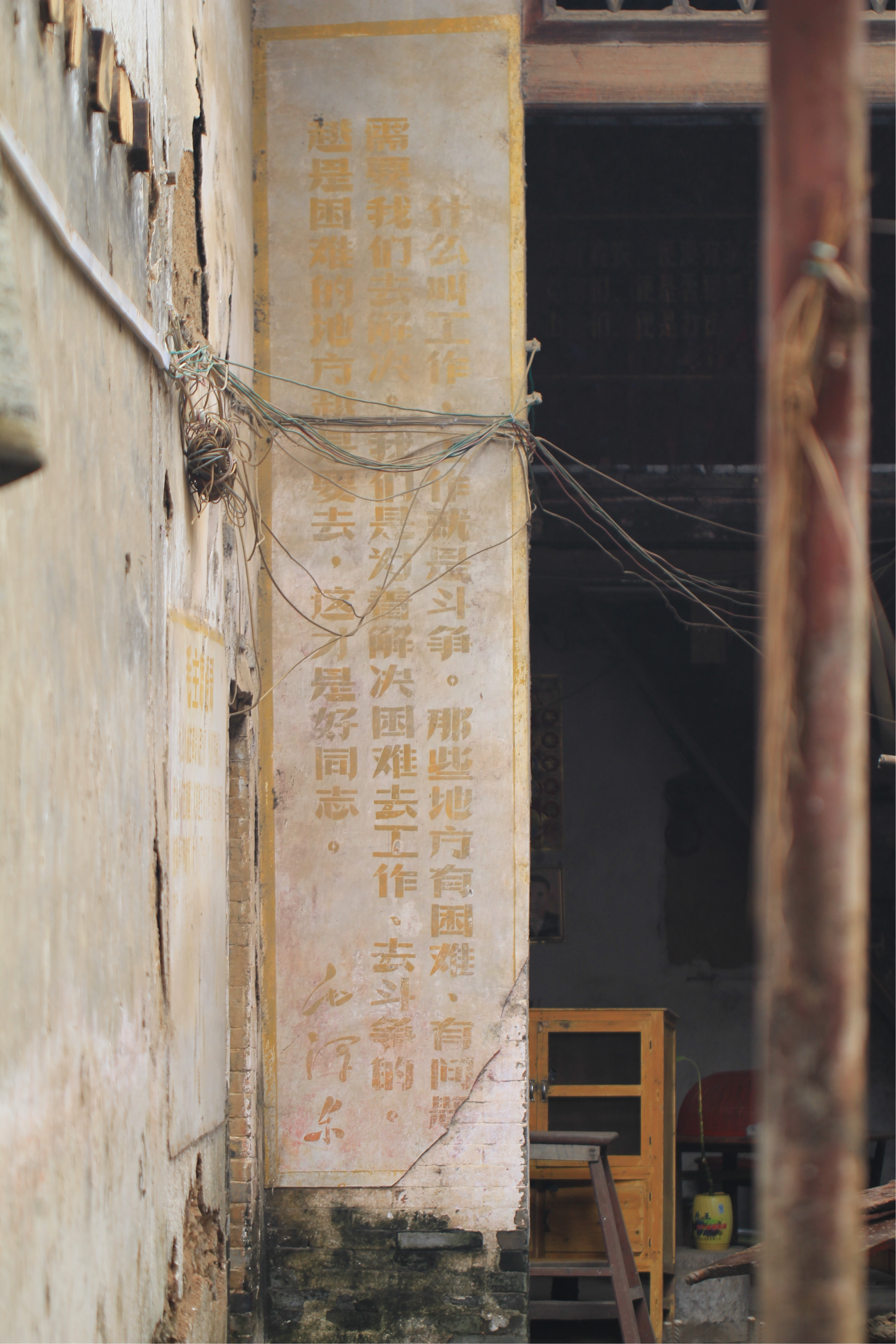
『毛主席語録』（武宣県）

- 文化大革命終了後の撥乱反正（中国語版）期間には、中央で成立した第一次調査班が1981年に広西へ赴いた。しかし2ヶ月の間、調査班は全ての場所で現地党委員会から派遣された役員によって厳しく監視され、何度も妨害を受けた。公安部幹部の晏楽斌は次のように記録している。思想戦線上、二つのすべて以外に、広西にはもうひとつの「すべて」が堅持されている。すなわち、「韋国清同志の指示したことは、必ず実行されなければならない。」ということである。……広西の保守派は各級党委、政治、軍隊、企業、事業単位の大権を維持しており、自らの体系を作り、中央からの情報を封鎖し、蓋をした。誰が彼らを侵食しようとし、広西の問題を暴露すれば、軽いものでは報復を受け、職を追われ、重いものでは弾圧を受け、労働改造所に入れられ、酷いものでは刑死した[2][注 5]。
- 広西虐殺の研究者である鄭義は、韋国清（文革の期間広西壮族自治区人民政府主席であった）について、中央が「文革」の遺留問題を処理していた過程で、食人者を一律に党と幹部から除名するという方針に非常に不満を持っており、「なぜ人を食べたことがある人は幹部でいてはならないのか？」と問い返したことがあることを、指摘している[7][10]。
- ある広西虐殺の研究者によれば、彼が尋ねた当時の食人者には、一人も懺悔するものはおらず、皆口を揃えてこう言った。当時は生きるか死ぬかの階級闘争であった、殺さなければ自分が殺されていた、と[1]。

### 調査班及び目撃者
- 2013年、中国の有名ダンサーである楊麗萍は、文革の期間中、必ずしも広西の事件ではないが、自身が食人を見たことを認めた。「私は人間の本性について、対人について悲観的だ。我々は文化大革命を経験したため、非常に用心している。まるで孔雀のように用心している。気をつけなさい。人は最も恐ろしい動物だ。さもなければマイケル・ジャクソンは死ななかった。……人が人を食べ、人が人を傷つけるのを見た。現在も同じことだ。今、人はいつでもあなたを攻撃できるし、攻撃するが、なぜあなたのことを攻撃したのか分かっていない事さえある。」[55][56]
- 2013年、清華大学歴史学部教授の秦暉とアメリカのハーバード大学教授のエズラ・ヴォーゲルが鄧小平の貢献について討論した際、次のように言及した。「私のふるさと広西では、毛時代に”造反派”が大規模虐殺にあい、生きたまま食われる人もいた。1968年の血なまぐさい夏、香港、マカオの人はみな、西江から珠江にかけて漂う死体のことを知っていた。後に公式で9万人近くと発表し、民間では10万人以上と言われた。」[57][58][59]
- 2016年、1980年初の公式調査班に参加したことのある高級幹部がフランス通信社（AFP）に語ったところによれば、「すべての食人事件は階級闘争に煽られた結果であり、一種の憎悪表現として用いられた。この種の謀殺は極めて恐ろしいものであり、野獣よりも邪悪だ。」[5][60]同年AFPは広西の劉と名乗る男性を取材した。彼は、「食人？私は当時こここにおり、経験した……だが、武宣は近年急速に発展している。あの時の歴史には意義がない。」[5][34][60]

### 研究者
- 2016年、香港科技大学教授の丁学良がAFPに次のように伝えた。「これは飢饉のように、経済的な原因によって生み出された食人事件ではない。これは政治事件であって、政治的憎悪、政治的イデオロギー、政治的儀式が生み出したものだ。」[5][60]
- 2015年、清華大学歴史学部教授の秦暉は、食人事件が広西少数民族の前時代的な伝統と関係するという説を「全く成り立たない。」と否定した。彼は研究を通じて「広西の民族分布の基本状況として、東部は漢族を主とし、西部は少数民族を主とするため、西から東にかけて少数民族の人口比率は低くなり、漢族の比率が高くなる。そして極端に残忍野蛮な食人事件は全て、中・東部の漢族とチワン族の雑居地帯で発生しており、そのうち食人事案の多かった霊山県、合浦県、容県などの地区は基本的に漢族の地区で、少数民族の人口は極めて少ない。広西で少数民族の人口比率が最も高い、経済社会も最も発展していなかった西部（百色市、河池市）では、かえってこのような事案が発生していない。」ことを発見している。[61]
- 2001年、アメリカプリンストン大学中国語教授のペリー・リンクは、「私は鄭義の（食人事件に関する）話を信じる。彼は正直な作家で、かつ大量の詳細が真実性を体現している。」と述べた。[13]
- 1997年、アメリカテキサス工科大学の歴史学教授鍾其瑞（Key Ray Chong）[62][63]）は、鄭義の書籍『紅色紀念碑（中国語版）』の書評において、「文化大革命の期間、あまたの中国の官員がこの、1940年代のホロコーストや1970年代のポル・ポトによるキリング・フィールドに並ぶ恐ろしい事件をよく知っている。しかし彼らはかえってこのことを沈黙し続けている。」[64]
- 1995年、アメリカカーネギーメロン大学のドナルド・S・サットン（Donald S. Sutton）がその研究論文中に、「武宣県で本当に食人事件が発生したのか？……最近、学者、記者のジョン・キッティングスが自ら武宣に赴き、この事件の真実性を独自に検証した。ある帰宅途中の職工は、軽い様子で殺戮と食人事件について語った。ーー尋ねられると、躊躇なく自分の名前と住所を書いた。ーーさらに加えて、少し自慢げな様子で言った。”武宣では……我々は中国のその他の地方よりも多くの人を食った。”」（『ガーディアン』、1993年11月27日）。”[3]

### 各国メディア

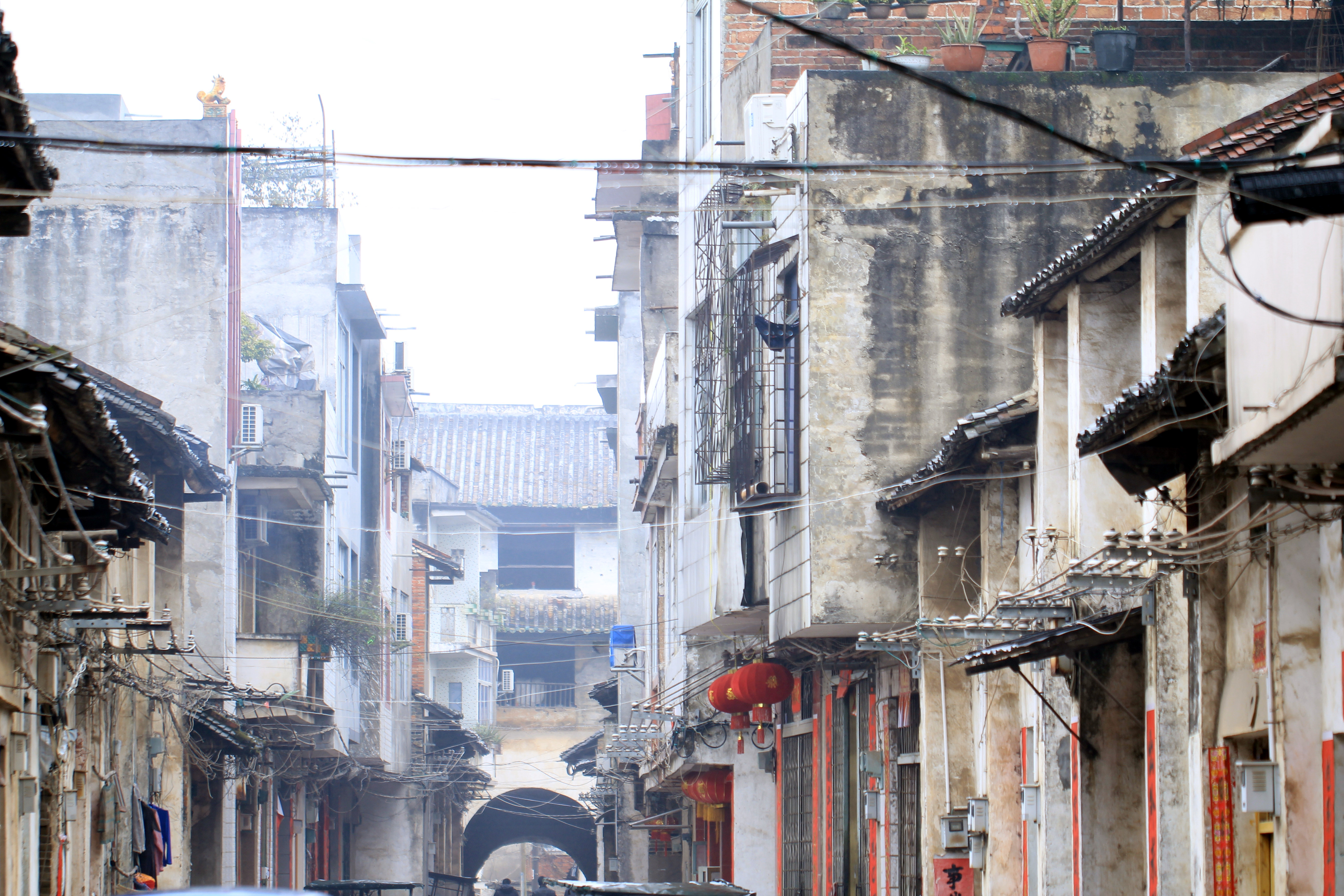
広西武宣県旧市街

- 2016年、アイルランドの『アイリッシュ・タイムズ』は文革50周年の回顧文章の中で、「恐ろしい事件が至る所にある。例えば広西壮族自治区では食人の話があり、’’不良分子’’が公開処刑され、70名以上の被害者が武宣で食われた。」とした[65]。
- 2016年、イギリスの『ガーディアン』は、文革50周年の回顧文革の中で、「恐らく最も壊滅的な影響を受けた地区は広西壮族自治区南部であろう、その地では大量の殺戮や、酷いものでは食人事件が報告された[66]
- 2013年、中国大陸公式の人民網、チャイナ・ネット、テンセントなどのメディアが『中国青年報』の張鳴の広西における食人事件を認める文章を転載した。曰く、「ある地方、例えば広西では、人を打ち殺し、その心臓と肝臓を食らった。その地方では、食人が当然のように行われていた！」と。この文章はまた次のように主張した。「20世紀の人類の歴史上、如何なる国家で、我々の文革のようなものが発生した国があるだろうか？唯一比較可能なのは、ドイツのナチス・ドイツ時代である。しかし、これまでのところ、我々にはそのような歴史的回顧、反省が全くない。」、「文革を反省しない社会は、それもまた食人の部落かもしれない。このような部落は、人々が外見的には如何に輝いていようと、如何に現代的な文明の果実を採用しても、究極的にはやはり人間性のない食人部落である。文革を経験しても、国の人が反省しないのなら、食人部落から抜け出すことはできず、人々は食われ、また食われる可能性がある[67][1]。」
- 2001年、アメリカの『タイム』は、「毛沢東の文化大革命は一つのイデオロギー的熱狂であり、群集ヒステリー、直感的虐殺行為の大暴発であり、約1000万の中国人を死に追いやり、少なくとも100万人の生命を奪った。そして今、1966年から1976年の間に、更に恐ろしい極端な行為の真相が明らかになった——食人行為に対する告発を受け、数百名の男女が、革命的純浄の名のもとに全人類の最大の禁忌を破った[13]。」
- 1996年、アメリカ『ワシントン・ポスト』は、学者鄭義が広西食人事件に関する新書（『紅色紀念碑』）を発表してより、「共産党は既に亡くなった毛沢東主席とその他諸々の党員に対する深入りと分析をやめさせたがっている。しかし真相が全面的に暴露されれば、この党の僅かな合法性が毀損されるかもしれない。」と主張している[68]。
- 1993年、アメリカ『ニューズウィーク』は、次のように書いた。「（広西事件に対する）記述は人を震撼させる。校長らが学生によって学校内で殺され、煮て食われた。政府運営の食堂内では肉用フックで死体をぶら下げ、職工に分けて食用とした……先週中国から密輸された文書には、文化大革命の期間の暴行が奇異なほど詳細に記述されている [69]」。
- 1993年、アメリカ『ニューヨーク・タイムズ』は、「この世紀の長い過去において、広西事件は明らかに世界で最も広汎な食人事件である。これらの人とその他の食人者の違いは、彼らには飢饉やあるいは精神疾患のような刺激がなかったということである。逆に、これらの行動は何らかのイデオロギーを体現しているように見える。文書に記載されていた公共の場面において発生した食人は、常に現地の共産党官員が組織したものであり、人々が参加することで革命への熱意を証明しようとしていたことは、明白である。」と論じた[9]。